# Филип III (Франция)
Вижте пояснителната страница за други личности с името Филип III.
Филип III Смелия (на френски: Philippe le Hardi; * 3 април 1245, замък Поаси, Франция; † 5 октомври 1285, Перпинян, погребан в абатството Сен Дени) е крал на Франция от 1270 до 1285 г.

## Произход
Филип е втори син на Луи IX Свети и Маргарита Прованска. Своето име получава в чест на своя прадядо Филип II Август. През 1260 г., след смъртта на своя по-голям брат, Луи става наследник на престола.

## Крал на Франция (1270 – 1285)
На 25-годишна възраст Филип се възкачва на френския престол. Нерешителен по характер, той следва политиката на своя баща. Голямо влияние върху него имат първо Пиер дьо ла Брос, а след това и чичо му Шарл I Анжуйски, крал на Неаполитанското кралство.
Отстъпвайки пред настояването на Шарл Анжуйски, Филип ІІІ поставя кандидатурата си за престола на Свещената Римска империя, но без успех. Заради Шарл Анжуйски се замесва и в конфликт с Арагон.
Филип има и собствени интереси в Арагон. През 1275 г. той отстоява Навара от претенциите на кралете на Кастилия и Арагон, но неговото застъпничество за френската принцеса, омъжена за сина на Алфонсо X Кастилски и лишена от права след смъртта на мъжа си (1276), не довежда до желаната цел. Още по-неудачно се оказва навлизането на френски войски в Арагон, предприето след Сицилианска вечерня по настояване на Шарл I Анжуйски. Папа Мартин IV, предан на Шарл и Филип, отлъчва Педро III Арагонски от църквата, обявява го за свален от престола и на негово място назначава един от по-младите синове на Филип ІІІ – Шарл Валоа. Френската войска и френския флот, изпратени на кръстоносен поход за осъществяване на тези проекти, претърпяват провал: флотът е на два пъти разбит, а армията, задържана в своето настъпление при крепостта Херона, става жертва на болести. Филип, който лично командва своите войски, също заболява и умира по време на отстъплението към Херона.
Така приключва последната година от царуването (1285) на Филип ІІІ, който служейки на интересите на чичо си Шарл I Анжуйски (загубил Сицилианското кралство от арагонския владетел Педро III) при неуспешния опит да превземе Арагон, губи живота си.
Филип умира на 5 октомври 1285 г. в Перпинян. Погребан е до първата си съпруга Изабела Арагонска в базиликата „Сен Дени“.

## Брак и потомство
Филип III се жени два пъти:
1. ∞ 28 май 1262 г. в катедралния храм Клермон за Изабела Арагонска (* 1247; † 28 януари 1271), инфанта на Арагон, дъщеря на краля на Арагон Хайме I и Йоланда Унгарска. От нея има четирима сина:

- Луи (* 1264, † 1276)
- Филип IV Красиви (* 1268, † 1314), крал на Франция
- Робер (* 1269, † 1276)
- Шарл Валоа (* 1270, † 1325)

2. ∞ 21 август 1274 за Мария Брабантска ( * 1254, † 1321), дъщеря на херцога на Брабант Хендрих III и Аликс от Бургундия; Мария е кралица на Франция от 1274 до 1285 г. Брачния договор е подписан във Венсен, а коронацията ѝ е на 24 юни 1275 г. в Светата капела на Париж. От брака се раждат три деца:
- Луи (* 1276, †  1319), основател на династичен клон Еврьо, пер на Франция
- Бланш Френска (* 1278, † 1305), от 1300 г. съпруга на Рудолф I Хабсбург
- Маргьорит Френска (* 1282, † 1317).